# ديوناتان ماشادو
ديوناتان ماشادو (بالإسبانية: Dionatan Machado)‏ (مواليد 22 ديسمبر 1992) لاعب كرة قدم برازيلي يلعب كلاعب وسط.
لعب سابقاً مع نادي الباطن في الدوري السعودي ونادي صحم العماني و نادي الذيد ونادي مصفوت الإماراتيين.

## روابط خارجية
- ديوناتان ماشادو على موقع قاعدة بيانات كرة القدم.إي يو (الإنجليزية)
- ديوناتان ماشادو على موقع Soccerway.com (الإنجليزية)